# Nicolaas Kroese

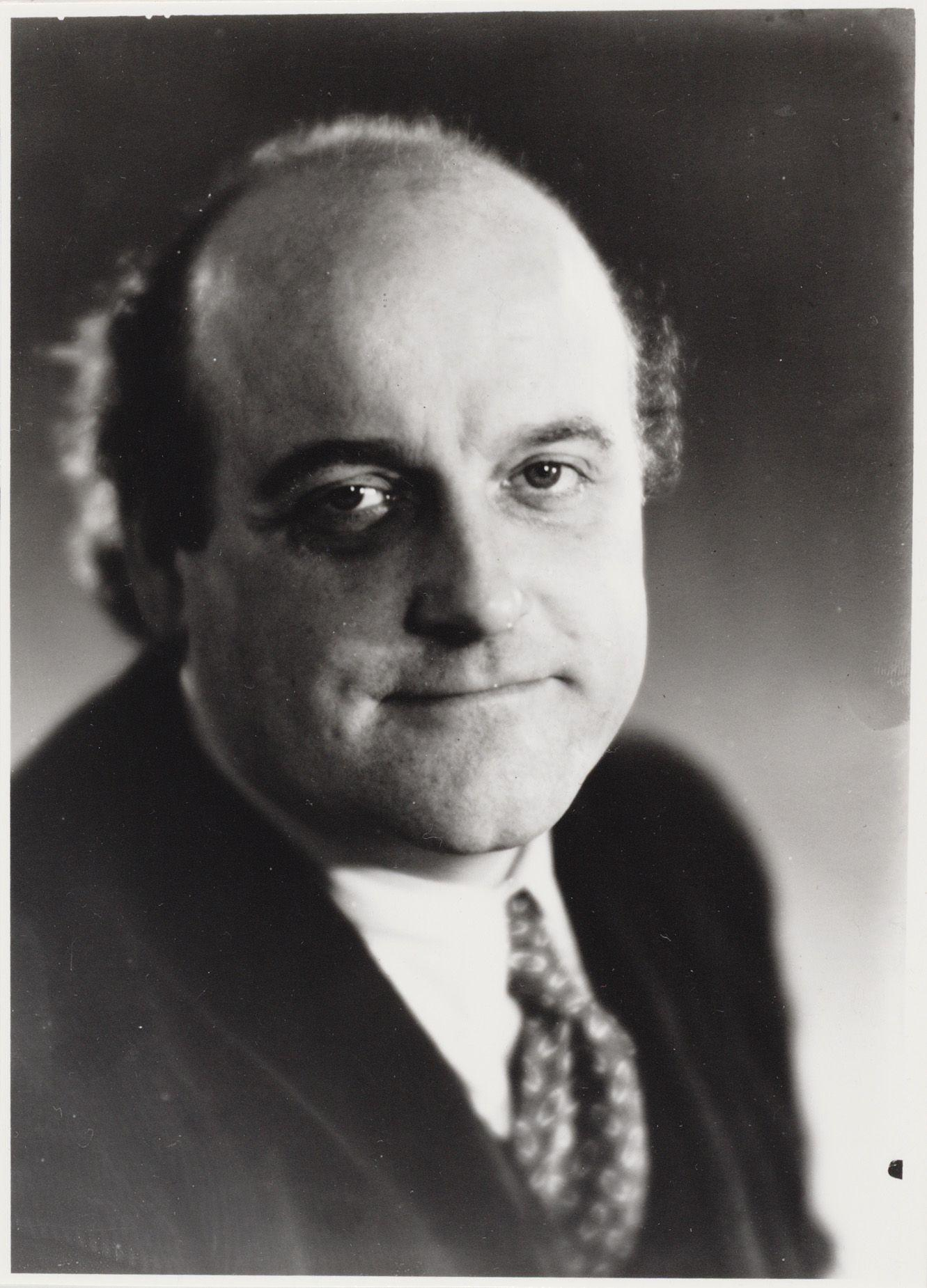
Kroese (1948)

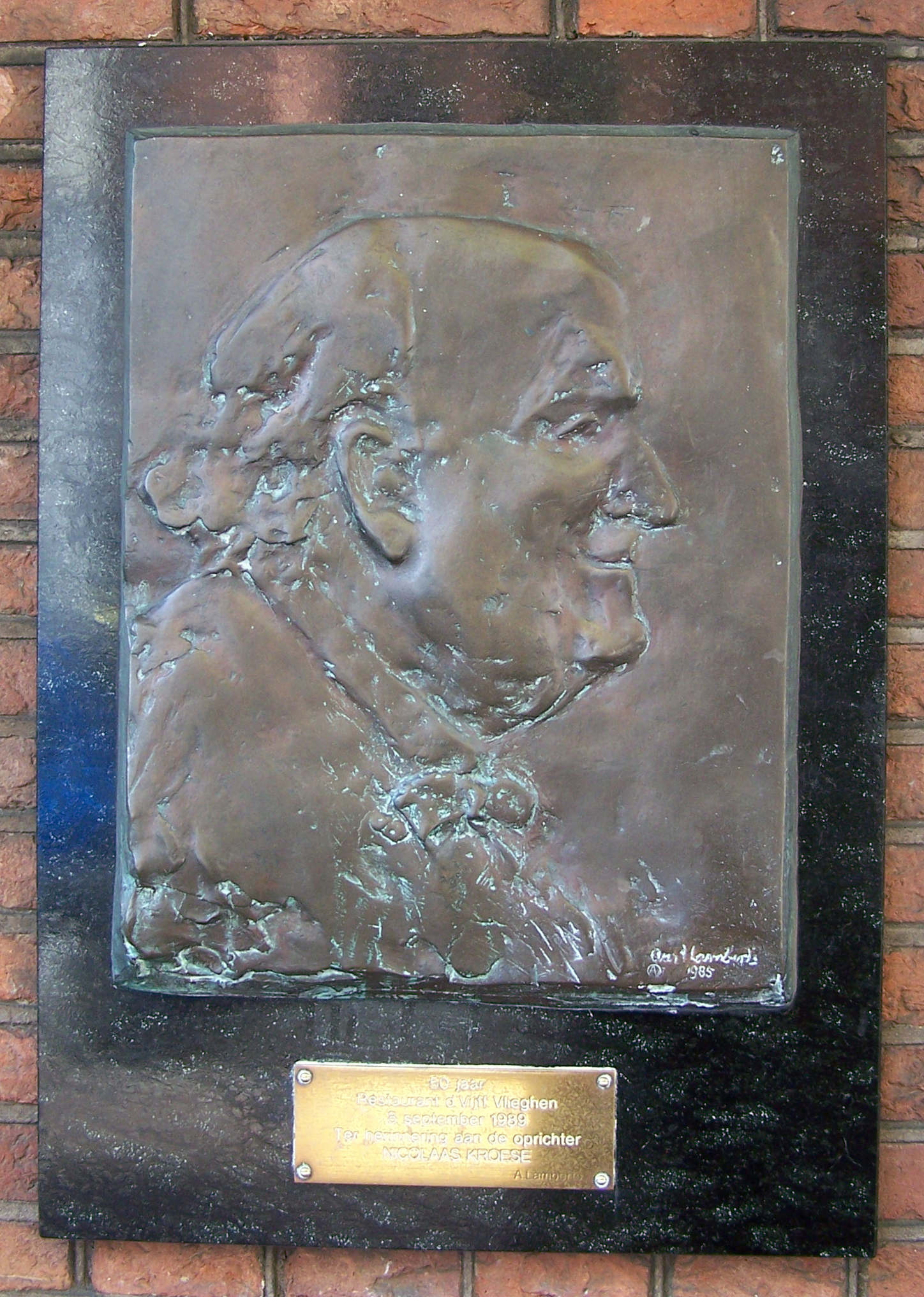
Nicolaas Kroese, reliëf uit 1989 door Aart Lamberts

Nicolaas Kroese (Amsterdam, 24 augustus 1905 – aldaar, 14 maart 1971) was een Nederlands horeca-ondernemer en deskundoloog.
Kroese werd geboren als zoon van de beheerder van de Amsterdamsche IJsclub op het Museumplein, die overleed toen Kroese nog kind was. Hij groeide op in de Helmersbuurt en volgde de Openbare Handelsschool. Kroese werd boekhouder bij de horeca-ondernemer Louis de Bock en begon vervolgens in de Spuistraat een kunst- en antiekhandel die werd omgevormd tot een restaurantje. Zo ontstond in 1939 Restaurant d’Vijff Vlieghen. De panden ernaast knapte hij ook op, en na de Tweede Wereldoorlog volgden nog meer restaurants die vooral veel Amerikaanse toeristen trokken. Om reclame te maken voor zijn restaurants bezocht Kroese in september 1953 New York, ter gelegenheid van het 300-jarig bestaan van de stad, samen met Max Tailleur, tekenaar Piet Worm, en een vogelkooi met daarin vijf koperen vliegen. Kroese zette nog verschillende restaurants op. In het najaar van 1958 raakte hij echter in financiële problemen en verliet hij enkele van zijn restaurants, maar in 1959 werd hiervoor een regeling getroffen.

Naar eigen zeggen zou hij op 8 juni 1959 de 'vijfde kracht' hebben gevonden die de plantengroei zou bevorderen. In datzelfde jaar had hij ook zitting in het Comité 1959 tot activiteit in Amsterdam, dat in mei de onthulling van Het Lieverdje op het Spui organiseerde.
Kroese raakte in de ban van kabbalistiek en andere pseudowetenschap, wilde het wereldvoedselprobleem oplossen, en verzond ellenlange telegrammen naar allerlei wereldleiders en wetenschappers, onder wie de wiskundige Hans Freudenthal die er naar eigen zeggen honderden ontving in twee jaar tijd.
In 1962 ontmoette hij Robert Jasper Grootveld die hij een oude werkplaats in de Korte Leidsedwarsstraat in bruikleen gaf. Grootveld vestigde hier de K-tempel, die een maand later uitbrandde.
Kroese was meer geïnteresseerd in de wereldvrede dan in zakendoen, en na problemen met de belastingdienst verkocht hij begin 1971 d’Vijff Vlieghen aan Hotel Krasnapolsky. Hij werd een dag na de verkoop ziek en overleed enkele weken later op 65-jarige leeftijd in het Wilhelmina Gasthuis aan de gevolgen van een hersenbloeding. Op 18 maart werd hij begraven op Zorgvlied. Zijn archief berust bij het IISG.
Ter gelegenheid van het 50-jarig bestaan van  d’Vijff Vlieghen werd in 1989 een portretreliëf op de gevel aangebracht. Het is gemaakt door Aart Lamberts.

## Weetje
- Kroese bracht in 1969 een single uit, met op kant A Het geheim van 12345 en op de B-kant De nieuwe wereldgeboden.